# طلوح
طلوح (به فرانسوی: Tlauh) یک منطقهٔ مسکونی در مراکش است که در استان رحامنه واقع شده‌است. طلوح ۹٬۹۰۷ نفر جمعیت دارد.